# پگاه اراک
شرکت شیر پاستوریزه پگاه اراک شرکت صنایع غذایی ایرانی است که در سال ۱۳۵۵ در اراک و تحت عنوان کشت و صنعت اراک شروع به‌کار کرد. این شرکت پس از انقلاب اسلامی مصادره گشت و در یک مقطع زمانی به بانک کشاورزی سپس به صندوق بازنشستگی وزارت جهاد کشاورزی واگذار شد و نام آن در یک برهه طولانی صنایع لبنی اراک (صلا) بود اما اکنون یکی از شرکت‌های تابعه شرکت صنایع شیر ایران است.
این شرکت پیش از انقلاب اسلامی، مالک دامداری و چندین هکتار کشتزار در اراک، جهت تولید شیرخام و تولید بخشی از گیاهان خوراک‌دامی موردنیاز دامداری‌های خود بود.
محصولات این شرکت ۲۹ قلم انواع محصولات شامل شیر پاستوریزه و طعم‌دار، پودر آب پنیر، کشک، خامه، پنیر، ماست، دوغ و آبمیوه است که علاوه‌بر بازار ایران، به بازار عراق، افغانستان، پاکستان و جمهوری آذربایجان به‌میزان سالانه یک میلیون دلار صادر می‌شود.
ظرفیت تولید این شرکت سالانه ۲۷۰۰ تن شیر پاستوریزه، ۷۰۰۰ تن شیر استریلیزه، ۱۴۰۰ تن شیر پاستوریزه طعم‌دار، ۸۰۰۰ تن شیر استرلیزه طعم‌دار و همچنین ۷۰۰۰ تن انواع ماست پاستوریزه در وزن‌های مختلف، ۸۶۰ تن خامه استرلیزه و ۳۰۰۰ تن پنیر سفید فتا می‌باشد.